# Uwe Backes
Uwe Backes (* 2. Februar 1960 in Greimerath) ist ein deutscher Politikwissenschaftler und Extremismusforscher. Er ist außerplanmäßiger Professor an der Technischen Universität Dresden und gemeinsam mit Eckhard Jesse Herausgeber des Jahrbuchs Extremismus & Demokratie und der Schriftenreihe Extremismus & Demokratie.

## Leben
Backes studierte Politikwissenschaft, Geschichtswissenschaft und Germanistik an der Universität Trier. 1987 wurde er bei Erwin Faul, sein Zweitgutachter war Peter Haungs, am Fachbereich III mit der Dissertation Politischer Extremismus in demokratischen Verfassungsstaaten zum Dr. phil. promoviert. Von 1988 bis 1994 war er Akademischer Rat a. Z. an der Universität Bayreuth. Von 1995 bis 1996 war er Stipendiat der Deutschen Forschungsgemeinschaft. 1997 habilitierte er sich an der Kulturwissenschaftlichen Fakultät mit der Arbeit Liberalismus und Demokratie – Antinomie und Synthese. Zum Wechselverhältnis zweier politischer Strömungen im Vormärz. Gutachter waren Hermann Joseph Hiery (Bayreuth) und Hans Maier (München).
1997/98 erhielt Backes ein Feodor-Lynen-Forschungsstipendium der Alexander-von-Humboldt-Stiftung am Centre d’Étude pour la Vie Politique Française (CEVIPOF) in Paris und 1998/99 ein Heisenberg-Stipendiat der Deutschen Forschungsgemeinschaft (DFG) in Washington, D.C. und London. Zwischenzeitlich lehrte er als Privatdozent an der Universität Bayreuth. Im Sommersemester 1998 war er als Otto-von-Freising-Gastprofessor an der Katholischen Universität Eichstätt tätig.
Backes hat seit 1999 eine außerplanmäßige Professur für vergleichende Diktaturforschung an der Technischen Universität Dresden und war zudem stellvertretender Direktor des Hannah-Arendt-Instituts für Totalitarismusforschung (HAIT); seit Oktober 2024 ist er kommissarischer Direktor des Instituts.
Im Wintersemester 2000/2001 hatte er eine Gastprofessur an der Universität Paris X in Nanterre und im Sommersemester 2008 eine Alfred-Grosser-Gastprofessur am Campus franco-allemand de Sciences Po in Nancy. 2010/11 bekleidete er den Gutenberg-Lehrstuhl am Laboratoire Cultures et Sociétés en Europe der Universität Straßburg.
Backes ist bzw. war u. a. Mitglied der Beiräte des Bündnisses für Demokratie und Toleranz und des Lern- und Gedenkortes Kaßberg-Gefängnis.

## Forschungstätigkeit
Backes forscht vor allem in den Bereichen Demokratietheorie, Ideologiegeschichte, vergleichende Extremismusforschung sowie autoritäre und totalitäre Diktaturen. Er gründete 1990 zusammen mit Jesse und Rainer Zitelmann den Veldensteiner Kreis.
Gemeinsam mit Eckhard Jesse (und Alexander Gallus) gibt Backes das Jahrbuch Extremismus & Demokratie heraus. Überdies ist er mit Jesse Herausgeber der Schriftenreihe Extremismus & Demokratie (Nomos Verlag) und Redaktionsleiter der Zeitschrift Totalitarismus und Demokratie des Hannah-Arendt-Instituts (Vandenhoeck & Ruprecht). Im Rahmen seiner Tätigkeit für diese Publikation nahm Backes unbewusst einen Text einer Satiregruppe ab und redigierte diesen. Der vollkommen ausgedachte Text erschien unbeanstandet in Totalitarismus und Demokratie.
Ende 1999 ermunterte Backes seinen Mitarbeiter am Hannah-Arendt-Institut für Totalitarismusforschung, Lothar Fritze, seine umstrittenen Thesen über das Hitler-Attentat Georg Elsers in der Frankfurter Rundschau zu veröffentlichen. Fritze hatte sich kritisch zur Vorgehensweise Elsers geäußert und die Meinung vertreten, dass Elsers Verhalten nicht vorbehaltlos als vorbildhaft zu bewerten sei. Backes wurde deshalb auch innerhalb des Hannah-Arendt-Instituts scharf angegriffen und zum Rücktritt aufgefordert.
Im März 2011 erhielt Backes von den linksextremistischen „Revolutionären Aktionszellen“ eine Patrone zugeschickt. In einem im Internet veröffentlichten Bekennerschreiben wurde angedroht, dass „die nächste Zustellung per Express“ erfolge. Neben Backes betraf diese Aktion unter anderem seinen Kollegen Eckhard Jesse sowie Bundesinnenminister Hans-Peter Friedrich.

## Schriften (Auswahl)
- mit Eckhard Jesse: Totalitarismus, Extremismus, Terrorismus. Ein Literaturführer und Wegweiser im Lichte deutscher Erfahrung. Leske + Budrich, Opladen 1984, ISBN 3-8100-0560-6.
- mit Karl-Heinz Janßen, Eckhard Jesse, Henning Köhler, Hans Mommsen, Fritz Tobias (Hrsg.): Reichstagsbrand. Aufklärung einer historischen Legende. Piper, München u. a. 1986, ISBN 3-492-03027-0.
- Politischer Extremismus in der Bundesrepublik Deutschland. 3 Bände. Verlag Wissenschaft und Politik, Köln 1989;
  - Band 1: Literatur. ISBN 3-8046-8695-8.
  - Band 2: Analyse. ISBN 3-8046-8727-X.
  - Band 3: Dokumentation. ISBN 3-8046-8728-8.
- Politischer Extremismus in demokratischen Verfassungsstaaten. Elemente einer normativen Rahmentheorie. Westdeutscher Verlag, Opladen 1989, ISBN 3-531-11946-X.
- mit Eckhard Jesse und Rainer Zitelmann (Hrsg.): Die Schatten der Vergangenheit. Impulse zur Historisierung des Nationalsozialismus. Propyläen, Frankfurt am Main u. a. 1990, ISBN 3-549-07407-7.
- Bleierne Jahre. Baader-Meinhof und danach (= Reihe Extremismus und Demokratie. Bd. 1). Straube, Erlangen u. a. 1991, ISBN 3-927491-36-5.
- mit Patrick Moreau: Die extreme Rechte in Deutschland. Geschichte – gegenwärtige Gefahren – Ursachen – Gegenmaßnahmen. Akademie-Verlag, München 1994, ISBN 3-929115-30-1.
- Schutz des Staates. Von der Autokratie zur streitbaren Demokratie (= Otto-von-Freising-Vorlesungen der Katholischen Universität Eichstätt. Bd. 17). Leske + Budrich, Opladen 1998, ISBN 3-8100-2297-7.
- Liberalismus und Demokratie – Antinomie und Synthese. Zum Wechselverhältnis zweier politischer Strömungen im Vormärz (= Beiträge zur Geschichte des Parlamentarismus und der politischen Parteien. Bd. 120). Droste, Düsseldorf 2000, ISBN 3-7700-5221-8.
- mit Stéphane Courtois (Hrsg.): „Ein Gespenst geht um in Europa“. Das Erbe kommunistischer Ideologien (= Schriften des Hannah-Arendt-Instituts für Totalitarismusforschung. Bd. 20). Böhlau, Köln u. a. 2002, ISBN 3-412-15001-0.
- (Hrsg.): Rechtsextreme Ideologien in Geschichte und Gegenwart (= Schriften des Hannah-Arendt-Instituts für Totalitarismusforschung. Bd. 23). Böhlau, Köln u. a. 2003, ISBN 3-412-03703-6.
- mit Eckhard Jesse: Vergleichende Extremismusforschung (= Extremismus und Demokratie. Bd. 11). Nomos, Baden-Baden 2005, ISBN 3-8329-0997-4.
- Politische Extreme. Eine Wort- und Begriffsgeschichte von der Antike bis in die Gegenwart (= Schriften des Hannah-Arendt-Instituts für Totalitarismusforschung. Bd. 31). Vandenhoeck & Ruprecht, Göttingen 2006, ISBN 3-525-36908-5.
- mit Eckhard Jesse (Hrsg.): Gefährdungen der Freiheit. Extremistische Ideologien im Vergleich (= Schriften des Hannah-Arendt-Instituts für Totalitarismusforschung. Bd. 29). Vandenhoeck & Ruprecht, Göttingen 2006, ISBN 3-525-36905-0.
- mit Henrik Steglich (Hrsg.): Die NPD. Erfolgsbedingungen einer rechtsextremistischen Partei (= Extremismus und Demokratie. Bd. 17). Nomos, Baden-Baden 2007, ISBN 978-3-8329-3122-3.
- Eckhard Jesse: Demokratie in Deutschland. Diagnosen und Analysen. Hrsg. mit Alexander Gallus, Böhlau, Köln u. a. 2008, ISBN 978-3-412-20157-9.
- mit Patrick Moreau (Hrsg.): Communist and post-communist parties in Europe (= Schriften des Hannah-Arendt-Instituts für Totalitarismusforschung. Bd. 36). Vandenhoeck & Ruprecht, Göttingen 2008, ISBN 978-3-525-36912-8.
- mit Tytus Jaskułowski und Abel Polese (Hrsg.): Totalitarismus und Transformation. Defizite der Demokratiekonsolidierung in Mittel- und Osteuropa (= Schriften des Hannah-Arendt-Instituts für Totalitarismusforschung. Bd. 37). Vandenhoeck & Ruprecht, Göttingen 2009, ISBN 978-3-525-36911-1.
- mit Matthias Mletzko und Jan Stoye: NPD-Wahlmobilisierung und politisch motivierte Gewalt: Sachsen und Nordrhein-Westfalen im kontrastiven Vergleich. Luchterland, Köln 2010, ISBN 978-3-472-07700-8.
- mit Patrick Moreau (Hrsg.): The extreme right in Europe. Current trends and perspectives (= Schriften des Hannah-Arendt-Instituts für Totalitarismusforschung. Bd. 46). Vandenhoeck & Ruprecht, Göttingen u. a. 2012, ISBN 978-3-525-36922-7.
- (Hrsg.): Jacob L. Talmon: Die Geschichte der totalitären Demokratie (= Wege der Totalitarismusforschung). 3 Bände. Vandenhoeck & Ruprecht, Göttingen 2013, ISBN 978-3-525-31012-0;
  - Band 1: Ursprünge der totalitären Demokratie. ISBN 978-3-525-31011-3;
  - Band 2: Politischer Messianismus. ISBN 978-3-525-31009-0;
  - Band 3: Der Mythos der Nation und die Vision der Revolution. ISBN 978-3-525-31010-6.
- mit Steffen Kailitz (Hrsg.): Ideokratien im Vergleich. Legitimation – Kooptation – Repression (= Schriften des Hannah-Arendt-Instituts für Totalitarismusforschung. Bd. 51; mit 3 Tabellen). Vandenhoeck & Ruprecht, Göttingen u. a. 2014, ISBN 978-3-525-36962-3.
- mit Anna-Maria Haase, Michail Logvinov, Matthias Mletzko und Jan Stoye: Rechts motivierte Mehrfach- und Intensivtäter in Sachsen (= Hannah-Arendt-Institut für Totalitarismusforschung: Berichte und Studien. Nr. 69). V & R Unipress, Göttingen 2014, ISBN 978-3-8471-0374-5.
- Autokratien. Nomos, Baden-Baden 2022, ISBN 978-3-7489-2395-4.
- Literatur von und über Uwe Backes im Katalog der Deutschen Nationalbibliothek